# Comuna Gornji Grad
Gornji Grad (Občina Gornji Grad) este o comună din Slovenia, cu o populație de 2.595 de locuitori (2002).

## Localități
Bočna, Dol, Florjan pri Gornjem Gradu, Gornji Grad, Lenart pri Gornjem Gradu, Šmiklavž, Tirosek